# 舞孃 (專輯)
《舞孃》是臺灣歌手蔡依林的第八張錄音室專輯，由百代音樂和天熹娛樂於2006年5月12日發行。專輯由阿弟仔、李偉菘、李偲菘、馬毓芬、詹宇豪、黃立行製作，音樂風格以流行和電音為基礎，並融合多元元素。
專輯在臺灣銷量超過30萬張，全球總銷量突破250萬張，並獲得2006年臺灣年度唱片銷量第一名。專輯入圍第18屆金曲獎最佳國語專輯獎，蔡依林憑該專輯入圍最佳國語女歌手獎，阿弟仔憑藉歌曲〈舞孃〉入圍最佳單曲製作人獎。最終，蔡依林獲得最佳國語女歌手獎和觀眾票選最受歡迎女（團體）歌手獎。

## 背景和發展
2005年12月21日，媒體報導蔡依林已開始為新專輯收歌，並透露該專輯預計於翌年3月或4月發行。2006年2月14日，蔡依林簽約百代音樂，並宣布已開始錄製新專輯，預計同年5月12日發行。蔡依林表示，百代音樂提供豐富的音樂資源，給予她更大的創作空間。同月22日，陳信宏透露將為蔡依林新專輯創作一首歌曲。同年3月15日，媒體報導蔡依林新專輯的錄製進度已達八成，並確認了主打歌曲。
同月25日，媒體透露蔡依林已完成專輯錄製，並計劃飛往匈牙利布達佩斯拍攝MV。同年4月11日，媒體報導蔡依林為專輯創作了歌曲〈開場白〉，其經紀人蔣承縉表示，該詞由蔡依林於去年9月創作，並經過長時間尋找合適曲調搭配。同月24日，蔡依林在美國洛杉磯為專輯歌曲〈玩美〉和〈Mr. Q〉學習舞蹈。同月28日，媒體報導黃立行為蔡依林的新專輯創作了歌曲〈乖乖牌〉。

## 創作
第一主打〈舞孃〉結合流暢節奏和異國情調，強烈的節奏感搭配朗朗上口的歌詞。第二主打歌曲〈假裝〉描寫了女生在感情中受委屈卻仍假裝堅強的無奈心境。第三主打〈馬德里不思議〉將純粹感情透過「圓弧屋頂」和「火紅舞衣」等物件具象化，木琴聲營造青春美好的氛圍。第四主打〈Mr. Q〉是一首美式舞曲，蔡依林也為英文饒舌部分填詞。第五主打〈開場白〉是一首帶有哀傷的抒情歌曲，歌詞表現情侶分手後再見亦能保持朋友關係的洒脫愛情觀。
第六主打〈玩美〉表達21世紀女性對時尚和情感的自主態度，強調女性不應依附情感或盲目追隨潮流。第七主打〈乖乖牌〉是一首重節拍搖滾歌曲，由蔡依林和黃立行共同演唱。第八主打〈心型圈〉是一首優美的抒情歌曲。第九主打〈離人節〉描寫了離別後的思念和情人節的反向思考。第十主打〈最終話〉是一首深情的抒情歌曲，歌詞真摯且發自內心，蔡依林以沈澱的深情唱腔詮釋此曲。〈唇唇欲動〉為蜜絲佛陀唇蜜廣告曲，強烈節奏映襯蔡依林的性感形象。

## 主題和造型
專輯名稱「舞孃」不僅指代能跳舞的女性，還蘊含了「幻化自我能量、舞動人生的女孩」的意涵。蔡依林表示，希望透過該專輯的音樂和表演展現屬於自己的風格，既有觸動人心的抒情歌曲，也有動感舞曲和舞蹈動作。蔡依林形容該專輯具有自傳性，並表示「舞孃」一詞與她在歌舞中的表現相契合。她指出，舞蹈在她的表演中占有重要地位，也是她最具自信的部分，並承諾將帶來全新的舞步。專輯的正式版封面中，蔡依林穿著透明襯衫、白色比基尼、超短褲和過膝長筒襪，手持3英尺的彩帶，展現出既有力量又優美的姿態。

## 發行和宣傳
2006年4月12日，蔡依林在臺灣臺北市舉行專輯發行倒數儀式。同月26日，百代音樂宣布開放該專輯預購。同年5月12日，蔡依林在臺北市舉行發片記者會，她表示專輯內含多種曲風，難以定義其類型，但會帶給聽眾新鮮感，並透露專輯中的舞曲風格比以往更加多樣，包括搖滾和重節奏元素。她希望專輯能激起大家對舞蹈和歌曲的興趣。同年7月1日，蔡依林在高雄市舉行「玩美慶功演唱會」。同月7日，她發行了專輯的改版「冠軍慶典完美豪華版」，該版本額外收錄了11支MV。

### 單曲
2006年4月26日，蔡依林發行單曲〈舞孃〉。同月27日，蔡依林發布該歌曲的MV，該MV由賴偉康和比爾賈共同執導。MV中的舞蹈融合了雷鬼舞、嘻哈舞和中東舞，創造出「光波舞」，通過臀部和胸部的動力在柔軟流暢的動作中保持爆發力。為了追求不同的舞蹈視覺效果，蔡依林在MV中融入了韻律體操的彩帶元素。蔡依林表示，她在宣傳期間看到體操中的彩帶後，決定將其納入舞蹈中，並表示彩帶舞最適合用於該歌曲。她補充說，體操訓練需要強大的力道，並且要求拉伸腿部至180度，訓練過後感到極度疲憊。

### 音樂影片

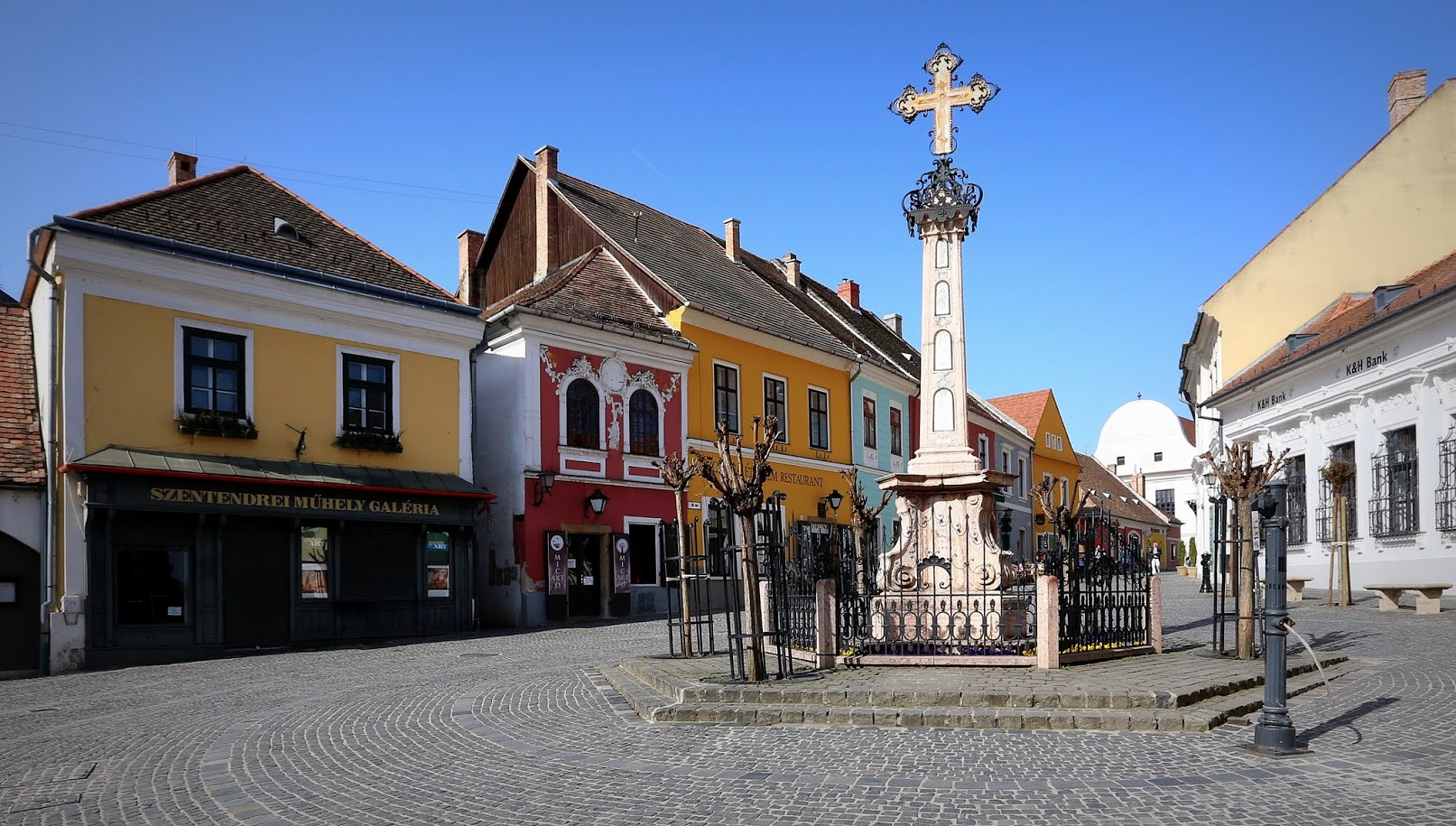
聖安德烈主廣場是歌曲〈馬德里不思議〉MV的拍攝取景地之一。

2006年5月9日，蔡依林發布歌曲〈假裝〉的MV，該MV由陳正道執導。這是蔡依林首次嘗試劇情式MV，劇情貼近現實生活，畫面風格受到岩井俊二的影響，講述了一名女生在公車上無意遇見前任男友和現任女友的故事，並回憶起與前任熱戀的時光。同月15日，蔡依林發布歌曲〈馬德里不思議〉的MV，該MV由Terry & Friends執導，並在匈牙利聖安德烈取景拍攝。同月30日，蔡依林發布歌曲〈Mr. Q〉的MV，該MV由鄺盛執導，並邀請陳冠希參與演出。
同年6月12日，蔡依林發布歌曲〈開場白〉的MV，該MV由文琡惠執導，並邀請周詠軒參與出演。同月20日，蔡依林發布歌曲〈玩美〉的MV，該MV由賴偉康執導，背景以紅色為主，並透過燈光效果營造出閃耀的氣氛。歌曲〈乖乖牌〉的MV由陳宏一執導；〈心型圈〉和〈離人節〉的MV均由文琡惠執導；〈最終話〉的MV由黃中平執導；〈唇唇欲動〉的MV則由賴偉康執導。

### 現場表演
2006年4月24日，蔡依林參加「2005年度Music Radio中國Top排行榜頒獎晚會」，並演唱〈唇唇欲動〉。同年5月6日，她參加「2006年MTV亞洲大獎」，演唱〈舞孃〉。同月26日，蔡依林參加「金曲Orz演唱會」，演唱〈舞孃〉、〈假裝〉和〈馬德里不思議〉。同月27日，參加「樂派對」，演唱〈假裝〉、〈馬德里不思議〉和〈舞孃〉。同月30日，蔡依林參加錄製中視綜藝節目《綜藝大哥大》，並演唱〈舞孃〉和〈Mr. Q〉。
同年6月4日，蔡依林參加齊魯電視台綜藝節目《粉絲大派送》，並演唱〈舞孃〉。同年7月13日，蔡依林參加「2006志願北京7·13演唱會」，演唱〈舞孃〉、〈Mr. Q〉和〈馬德里不思議〉。同月21日，參加「ZPop熟男勁女慈善演唱會」，演唱〈玩美〉、〈心型圈〉、〈舞孃〉和〈Mr. Q〉。同月24日，蔡依林參加錄製東方衛視綜藝節目《天地英雄校園行》，演唱〈玩美〉、〈馬德里不思議〉、〈假裝〉、〈心型圈〉、〈舞孃〉和〈Mr. Q〉。
同月25日，蔡依林參加「夏日音樂祭」，並演唱〈舞孃〉、〈假裝〉和〈Mr. Q〉。同月26日，她在中國北京市舉辦「《舞孃》搜狐Online音樂會」，演唱〈玩美〉、〈馬德里不思議〉、〈假裝〉、〈舞孃〉和〈Mr. Q〉。同年8月5日，蔡依林參加「九大行星演唱會」，演唱〈Mr. Q〉和〈馬德里不思議〉。
同月6日，參加「新城國語力頒獎禮2006」，演唱〈舞孃〉。同月9日，參加翡翠台綜藝節目《勁歌金曲》，演唱〈舞孃〉和〈Mr. Q〉。同月14日，參加「My FM 8週年音樂魔幻之旅」，演唱〈玩美〉、〈馬德里不思議〉、〈舞孃〉和〈Mr. Q〉。同年9月1日，蔡依林參加「MTV封神榜萬人演唱會」，演唱〈舞孃〉、〈唇唇欲動〉、〈Mr. Q〉和〈假裝〉。

### 巡演

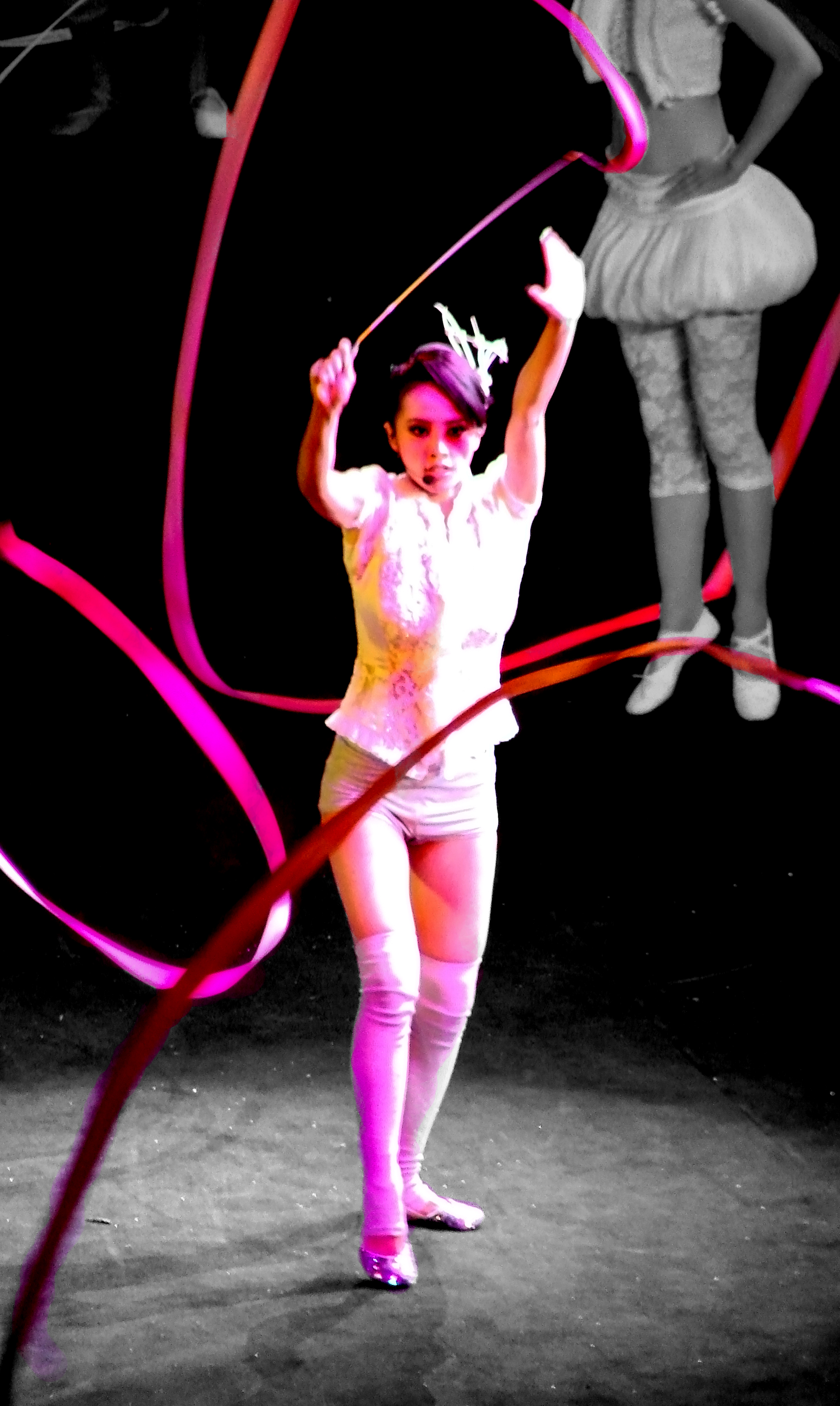
2007年4月7日，蔡依林在新加坡舉辦的「唯舞獨尊世界巡迴演唱會」中演唱歌曲〈舞孃〉。

2006年5月31日，蔡依林的經紀人蔣承縉透露蔡依林預計將在同年下半年展開新巡演。同年7月17日，蔡依林宣布將於同年9月15日在香港體育館啟動她的第2輪巡演「唯舞獨尊世界巡迴演唱會」。2009年2月8日，該巡演於美國安卡斯維爾金神體育館結束。該巡演歷時兩年半，於亞洲、北美洲、大洋洲20個城市舉辦28場，觀眾人數超過50萬，票房超過新臺幣十億元。

## 商業表現
2006年4月29日，百代音樂宣布該專輯在開放預購三天內售出超過十萬張。該專輯在發行首週登上臺灣玫瑰大眾和五大唱片等唱片銷量排行榜週榜第一名。同年5月28日，媒體報導該專輯在全亞洲的總銷量突破一百萬張。同年6月20日，蔡依林宣布該專輯在全亞洲的總銷量超過兩百萬張。同年11月23日，媒體指出該專輯在臺灣的銷量已超過23萬張，並在全亞洲的總銷量達250萬張，獲得2006年臺灣年度唱片銷量第一名。2007年1月12日，該專輯在五大唱片年度唱片銷量排行榜中獲得第二名。同月22日，該專輯在玫瑰大眾年度唱片銷量排行榜中位居第一名。同年2月12日，媒體透露該專輯獲得2006年新加坡年度華語唱片銷量第6名。
此外，歌曲〈舞孃〉在2006年臺灣Hit FM年度百首單曲中排名第33名，〈假裝〉和〈馬德里不思議〉分別位居第3名和第14名。

## 評價
臺灣版《美麗佳人》雜誌評價該專輯：「《舞孃》宣示蔡依林的進化，從音樂到MV的表現，蔡依林能歌善舞的形象穩固，並結合舞蹈與體操，為樂迷帶來驚艷的演出，聲勢高漲的她藉此獲得最佳國語女歌手獎，並被評審讚揚『擺脫束縛成為真正的歌手』。」《錢江晚報》認為，該專輯對蔡依林具有重要意義，並指出從此專輯開始，蔡依林真正確立了唱跳天后的形象。騰訊音樂由你音樂榜評價專輯：「充滿異國情調的曲風，流暢的節奏，加上蔡依林令人驚艷的舞蹈表現，奠定了她在流行樂壇唱跳歌手的地位。」騰訊娛樂評論表示：「《舞娘》一大特色是氣勢，這不僅體現在造型和舞蹈，也在編曲上表現突出，特別是在快歌的編排上大氣，抒情作品也展現了更為成熟的面向。」新浪音樂評論認為，該專輯相較於前作《J-Game》，在歌曲水準、整體效果和演繹方面有顯著進步，並給予新鮮感和驚喜。
台北之音評價專輯：「收歌及企劃準確，讓小天后更添女人味，製作精緻且具有派頭。」3C Music中文唱片評論網認為蔡依林專輯的暢銷原因包括性感形象、易唱易跳的歌曲、穩定質素以及精美包裝。《尚之潮》評價專輯，表示不僅限於R&B舞曲，迷幻電音和異域風情的元素融合，帶來創新的聽覺體驗。中華音樂著作權協會認為，《舞孃》為蔡依林打造了全新的舞曲風格，推動她登上金曲歌后的寶座。第18屆金曲獎評審團總召劉亞文指出，蔡依林的表現出色，尤其專輯內容豐富，讓她擺脫藝人束縛，成為真正的歌手。臺灣Apple Music評價該專輯在舞曲風格中展現異國風情，並憑此專輯獲得第18屆金曲獎最佳國語女歌手獎。同名主打歌〈舞孃〉及〈馬德里不思議〉、〈假裝〉等歌曲成為當時歌壇話題。騰訊音樂浪潮評委會將該專輯評為「2001—2020年200最佳華語專輯」中的2001—2010年第42名。

## 獎項
2006年8月6日，蔡依林憑藉該專輯獲得新城國語力頒獎禮2006新城國語力亞洲歌手大獎和新城國語力舞台大獎，歌曲〈舞孃〉獲得新城國語力年度歌曲大獎，歌曲〈假裝〉獲得新城國語力歌曲獎。同月31日，蔡依林獲得MTV封神榜音樂獎Top 20人氣歌手。同年10月28日，蔡依林獲得第六屆全球華語歌曲排行榜台灣地區傑出歌手和最受歡迎女歌手五強，歌曲〈舞孃〉獲得二十大最受歡迎金曲。同年11月10日，蔡依林獲得2006年中國風尚大典港台風尚女歌手獎和風尚亞洲突破歌手獎。
同年12月15日，蔡依林獲得2006年音樂先鋒榜全國最受歡迎先鋒歌手，歌曲〈舞孃〉獲得港台十大先鋒金曲。2007年1月18日，蔡依林獲得加拿大至Hit中文歌曲排行榜全國推崇國語女歌手，歌曲〈假裝〉獲得全國推崇十大國語歌曲。同月25日，歌曲〈舞孃〉獲得第13屆全球華語音樂榜中榜港台年度最佳歌曲獎。同年2月2日，蔡依林獲得2006年度KKBox數位音樂風雲榜年度風雲女歌手，專輯獲得年度十大專輯，歌曲〈舞孃〉和《假裝〉獲得年度二十大單曲，歌曲〈馬德里不思議〉獲得年度二十大單曲和連續攻榜冠軍單曲。
同月3日，蔡依林獲得2007年Hito流行音樂獎Hito女歌手、Hito票選最受歡迎女歌手和Hito網路首播人氣獎，專輯獲得Hito長壽專輯，歌曲〈舞孃〉獲得年度十大華語歌曲。同月24日，蔡依林獲得第一屆家族音樂獎最受歡迎台灣歌手和十大歌手，專輯獲得十大專輯，歌曲〈假裝〉獲得十大單曲，歌曲〈馬德里不思議〉獲得最受歡迎K歌獎。同年3月22日，專輯獲得IFPI香港唱片銷量大獎2006十大銷量國語唱片。同月25日，蔡依林獲得第14屆東方風雲榜華語五強。
同年5月4日，第18屆金曲獎公布入圍名單，蔡依林憑藉該專輯入圍最佳國語女歌手獎，專輯入圍最佳國語專輯獎，阿弟仔憑藉歌曲〈舞孃〉入圍最佳單曲製作人獎。同月20日，蔡依林獲得第四屆勁歌王年度總選最受歡迎台灣女歌手和勁歌王舞台至尊大獎，歌曲〈舞孃〉獲得國語金曲獎。同年6月16日，蔡依林憑藉該專輯獲得金曲獎最佳國語女歌手獎、觀眾票選最受歡迎女（團體）歌手獎和金曲答鈴歌后獎。同月29日，蔡依林獲得2006年度Music Radio中國Top排行榜最佳唱片銷售女歌手，專輯獲得港台年度最佳唱片大獎，歌曲〈舞孃〉獲得年度最佳金曲。

## 曲目
| 《舞孃》——正式版 | 《舞孃》——正式版                       | 《舞孃》——正式版 | 《舞孃》——正式版                                           | 《舞孃》——正式版 | 《舞孃》——正式版 | 《舞孃》——正式版 |
| 曲序             | 曲目                                   |                  | 作曲                                                       | 编曲             | 製作人           | 时长             |
| ---------------- | -------------------------------------- | ---------------- | ---------------------------------------------------------- | ---------------- | ---------------- | ---------------- |
| 1.               | 玩美（Pulchritude）                    | 崔惟楷           | - Lars Quang - Thea Winkelmann                             | 呂紹淳           | 阿弟仔           | 3:33             |
| 2.               | 舞孃（Dancing Diva）                   | 陳鎮川           | - Miriam Nervo - Olivia Nervo - Greg Kurstin               | 呂紹淳           | 阿弟仔           | 3:04             |
| 3.               | 馬德里不思議（A Wonder in Madrid）     | 黃俊郎           | 陳孟奇                                                     | Adam Lee         | 李偉菘           | 3:35             |
| 4.               | 假裝（Pretence）                       | 大麥             | 古晧                                                       | - 小安 - 洪敬堯  | 馬毓芬           | 5:15             |
| 5.               | 唇唇欲動（Attraction of Sexy Lips）    | 晴天             | Terry Lee                                                  | 呂紹淳           | 阿弟仔           | 3:11             |
| 6.               | 心型圈（Love in the Shape of a Heart） | 方文山           | 詹宇豪                                                     | 鍾興民           | 詹宇豪           | 4:10             |
| 7.               | 離人節（Heart Breaking Day）           | 嚴云農           | 馮翰銘                                                     | 周國儀           | 李偲菘           | 4:11             |
| 8.               | Mr. Q                                  | 陳鎮川           | - Miriam Nervo - Olivia Nervo - Ben Thomas - Dele Ladimeji | 小安             | 阿弟仔           | 3:21             |
| 9.               | 乖乖牌（Nice Guy）                     | 崔惟楷           | 黃立行                                                     | Jae Chong        | 黃立行           | 3:19             |
| 10.              | 最終話（The Finale）                   | 阿信             | 李偲菘                                                     | Terence Teo      | 李偲菘           | 4:38             |
| 11.              | 開場白（The Prologue）                 | 蔡依林           | 宋念宇                                                     | Terence Teo      | 李偲菘           | 4:31             |
| 总时长：         | 总时长：                               | 总时长：         | 总时长：                                                   | 总时长：         | 总时长：         | 42:48            |

| 《舞孃》——冠軍慶典完美豪華版（DVD） | 《舞孃》——冠軍慶典完美豪華版（DVD） | 《舞孃》——冠軍慶典完美豪華版（DVD） |
| 曲序                                | 曲目                                | 时长                                |
| ----------------------------------- | ----------------------------------- | ----------------------------------- |
| 1.                                  | 玩美（MV）                          | 3:44                                |
| 2.                                  | 舞孃（MV）                          | 3:42                                |
| 3.                                  | 馬德里不思議（MV）                  | 3:33                                |
| 4.                                  | 假裝（MV）                          | 5:25                                |
| 5.                                  | 唇唇欲動（MV）                      | 3:13                                |
| 6.                                  | 心型圈（MV）                        | 4:08                                |
| 7.                                  | 離人節（MV）                        | 4:05                                |
| 8.                                  | Mr. Q（MV）                         | 3:18                                |
| 9.                                  | 乖乖牌（MV）                        | 3:25                                |
| 10.                                 | 最終話（MV）                        | 4:41                                |
| 11.                                 | 開場白（MV）                        | 4:32                                |
| 总时长：                            | 总时长：                            | 43:46                               |

## 發行歷史
| 地區     | 日期          | 版本               | 格式     | 經銷商   |
| -------- | ------------- | ------------------ | -------- | -------- |
| 全球     | 2006年5月12日 | 正式版             | 串流媒體 | 天熹娛樂 |
| 馬來西亞 | 2006年5月12日 | 正式版             | CD       | 百代音樂 |
| 馬來西亞 | 2006年7月7日  | 冠軍慶典完美豪華版 | CD+DVD   | 百代音樂 |
| 馬來西亞 | 2006年8月29日 | 完美版MV卡拉OK     | VCD      | 百代音樂 |
| 臺灣     | 2006年5月12日 | 正式版             | CD       | 百代音樂 |
| 臺灣     | 2006年7月7日  | 冠軍慶典完美豪華版 | CD+DVD   | 百代音樂 |
| 香港     | 2006年5月12日 | 正式版             | CD       | 金牌娛樂 |
| 香港     | 2006年7月7日  | 冠軍慶典完美豪華版 | CD+DVD   | 金牌娛樂 |
| 中國大陸 | 2006年5月12日 | 正式版             | CD 卡帶  | 步升大風 |
| 中國大陸 | 2006年6月1日  | 限量精裝禮盒       | CD       | 步升大風 |
| 中國大陸 | 2006年8月29日 | MV卡拉OK           | DVD VCD  | 步升大風 |

## 外部連結
- YouTube上的《舞孃》播放列表